# نیکولای دریوگین
نیکولای دریوگین (روسی: Николай Александрович Дерюгин؛ زادهٔ ۳۰ april ۱۹۵۹ (۶۵ سال)) بازیکن بسکتبال اهل اتحاد جماهیر شوروی سوسیالیستی است.
وی در مسابقات کشوری و بین‌المللی در مجموع برندهٔ ۱ مدال برنز شده‌است.